# Шлапялене, Мария
Мари́я Шлапяле́не (урождённая Пясецкая; Мария Пясяцкайте-Шлапялене, лит. Marija Šlapelienė; 5 июня 1880, Вильно — 4 апреля 1977, Вильнюс) — литовский общественный и политический деятель; жена Юргиса Шлапялиса. 

## Биография

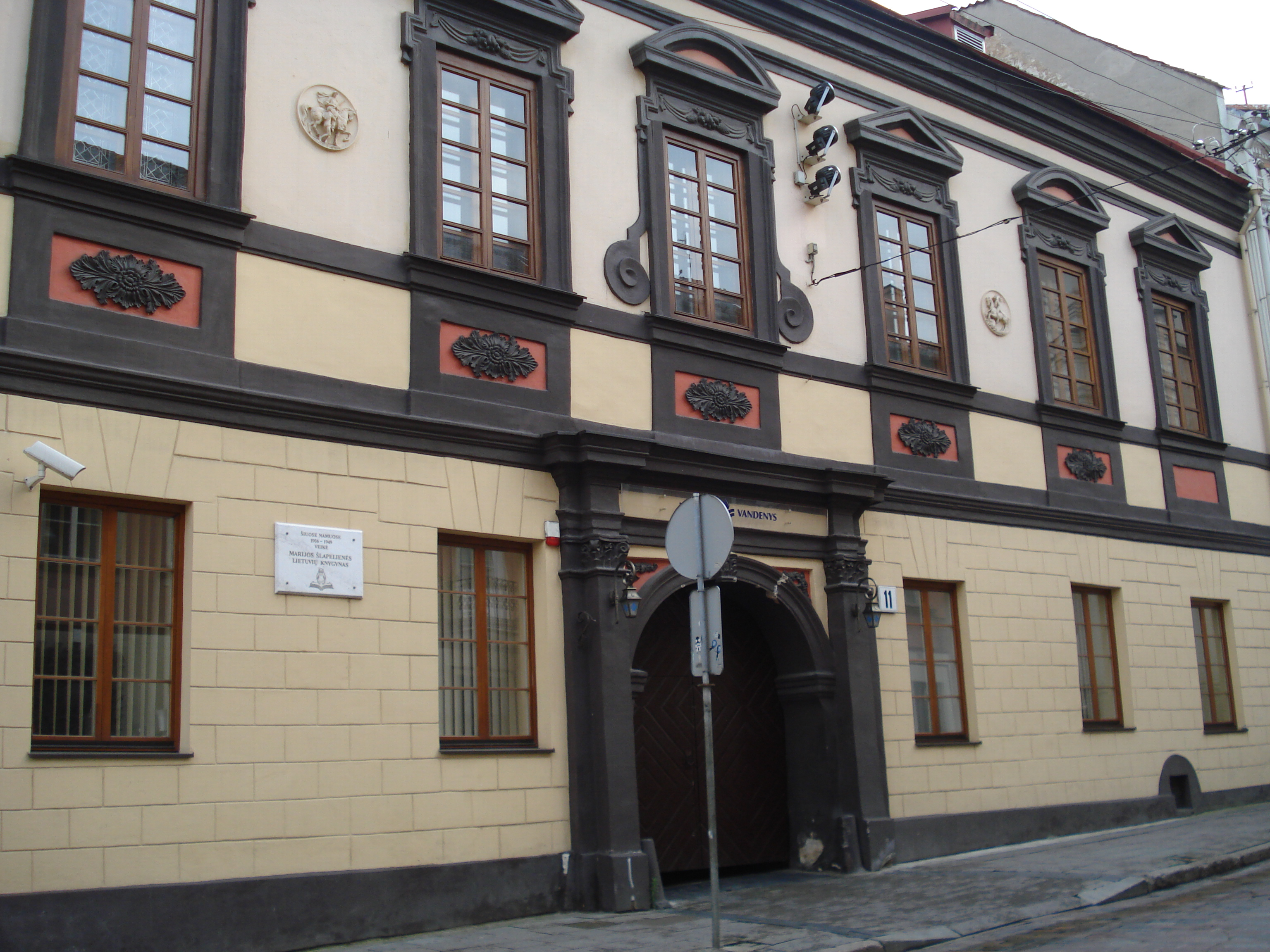
Здание книжного магазина Шлапялисов

Родилась в семье дворян Ивана Доминика и Элеоноры Пясецких. Окончив гимназию в Вильно (1900), пела в литовском хоре костёла Святого Рафаила, участвовала в литовской культурной жизни. Состояла в литовских обществах „Vilniaus aušra“, „Rūta“, „Žiburėlis“, в Литовском научном обществе. Принимала участие в распространении запрещённой литовской литературы.

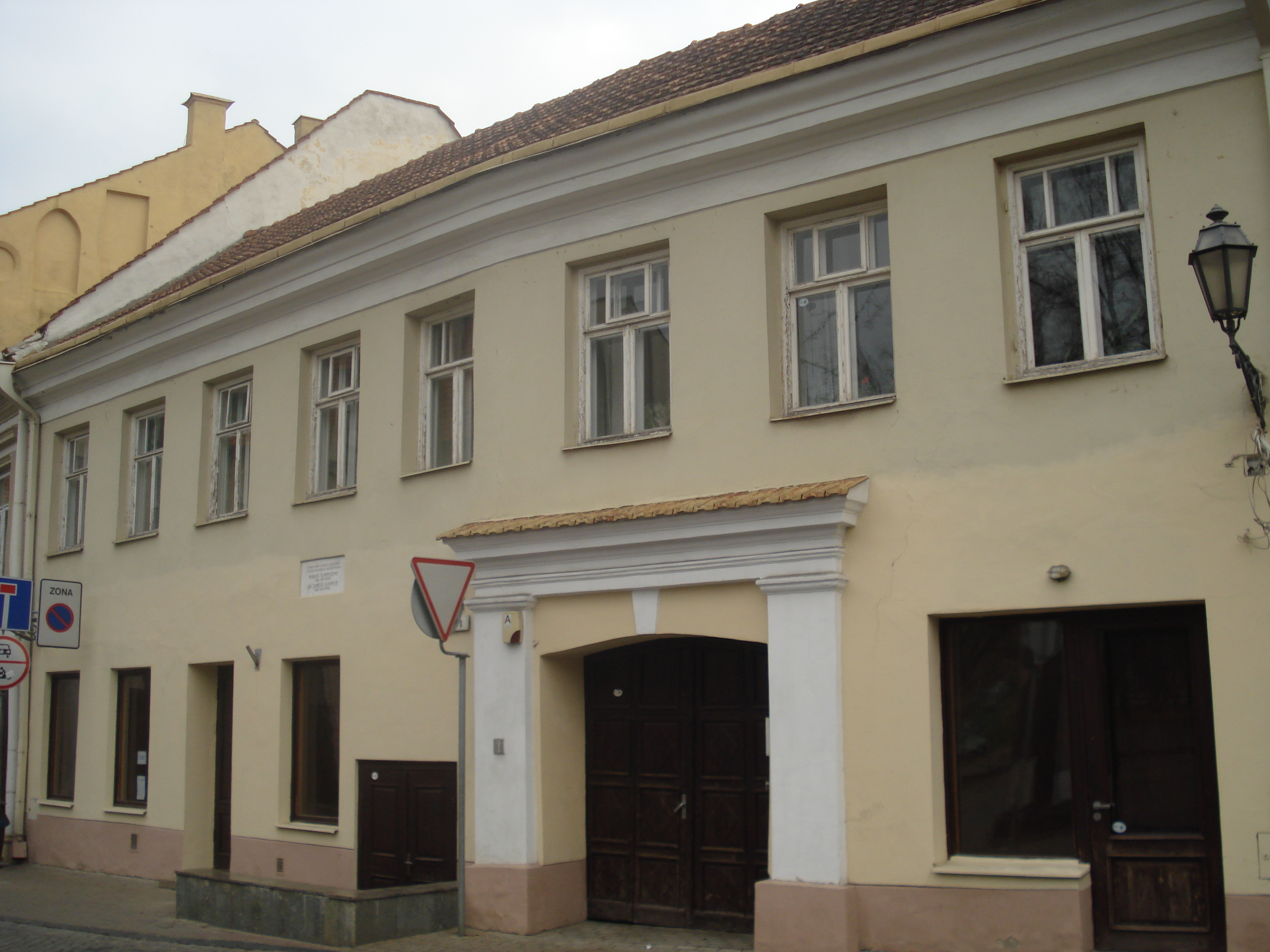
Дом Шлапялисов

После отмены запрета на литовскую печать латинским шрифтом в 1904 году начала работать в редакции газеты Пятраса Вилейшиса «Вильняус жинёс». В 1905—1906 годах была заведующей первого литовского книжного магазина, действовавшего в 1904—1912 годах при газете «Вильняус жинёс».
Играла в литовских любительских драматических и оперных спектаклях: роль Аготы в комедии «Америка в бане» Кятуракиса (1905), главная роль Бируте в первой литовской опере «Бируте» Микаса Петраускаса (1906).
В 1906 году вместе с мужем и Эляной Бразайтите основала литовский книжный магазин в Вильно на Благовещенской улице (ныне Доминикону) и руководила им до 1945 года. Магазин занимался также издательской деятельностью и стал важным центром литовской культурной, общественной и политической жизни.
В 1938 году подвергалась аресту; обвинялась в распространении антипольских изданий (книг и карт, изданных в Литве).
Похоронена на кладбище Расу в Вильнюсе рядом с могилой своего мужа Юргиса Шлапялиса. Надгробный памятник создан художником и скульптором Антанасом Кмеляускасом (1979; по другим сведениям в 1981 году ). Там же похоронена их дочь Гражуте Шлапялите-Сирутене (1909—2009), общественный деятель, литуанистка, журналистка.

## Память
В 1991 году в Вильнюсе открыт дом-музей Марии и Юргиса Шлапялисов в доме, в котором жили Мария Шлапялене и Юргис Шлапялис с 1926 года до своей смерти (улица Пилес 40). На здании установлена мемориальная таблица с надписью на литовском языке.
В 2004 году на доме, где действовал книжный магазин Шлапялисов (ныне Доминикону 11) в связи со столетием отмены запрета на литовскую печать латинским шрифтом была открыта мемориальная таблица (скульптор Андреюс Зубковас)